# GSC8149-1763
GSC8149-1763 — хімічно пекулярна зоря спектрального класу Si, що має видиму зоряну величину в смузі V приблизно  9,9.